# Sint-Rochuskerk (Roncq)
De Sint-Rochuskerk (Frans: Église Saint-Roch) is de parochiekerk van de tot de in het Franse Noorderdepartement gelegen stad Roncq behorende wijk Blanc Four, gelegen aan de Rue de Lille.
In de loop van de 19e eeuw groeide de wijk Blanc Four uit tot een tweede centrum van Roncq, mede door de industrialisatie. Er kwamen winkels en scholen en ook een kerk werd gebouwd. en wel tussen 1865 en 1895.
Het is een driebeukige bakstenen neogotische kruiskerk met voorgebouwde toren die geen spits heeft maar geflankeerd wordt door twee achthoekige traptorentjes met hoge spits.